# الهه پورعبدیان
الهه پورعبدیان ١٣٦٩/١١/١٠گيلان 
عضو تیم ملی بزرگسالان کانوپولو در مسابقات مسابقات جهانی کانوپولوی بانوان سیراکوزای ایتالیا (۲۰۱۶) است.
مدال طلاي بازيهاي آسيايي جاكارتا 
مدال طلاي قهرماني آسيا تهران 
مدال طلاي قهرماني آسيا هندوستان 
مدال نقره قهرماني آسيا هنگ كنگ
مدال نقره قهرماني آسيا مالزي 
مقام ششم جهان ايتاليا